# عنبر سائل (گیاه)
عَنبَر سائل (نام علمی: Liquidambar orientalis) نام یک گونه از سرده عنبر سائل است.

درختی خزان برگ و دارای چهار گونه است. در چهل سال اخیر، یک یا دو گونه آن به ایران وارد و کاشته شده است. عنبرسائل را بومی ناحیه‌های شرق مدیترانه از جمله ترکیه امروزی و یونان دانسته‌اند.

## ویژگی‌های ظاهری
بلندی عنبر سائل‌ بسته‌ به گونه از ۲۵ تا ۵۰ متر است و گستردگی آن به حدود ۱۵ متر می رسد. برگهای این درخت به طول و عرض ۱۰تا ۱۲٫۵ سانتیمتر شباهت زیادی به برگ افرا دارد. این برگ‌ها سبزرنگ، براق و پنجه‌ای شکل است و بریدگیهای عمیق دارد. به‌صورت متناوب‌ (یکی در میان) روی شاخه‌ها می‌روید و در پاییز به رنگهای قرمز، نارنجی و ارغوانی درمی آید. در نواحی سرد تغییر رنگ درخشان تر و در نواحی که زمستان گرم دارد تغییر رنگ ها کمتر محسوس است.
در اوائل بهار گل های بدون گلبرگ زرد روشن به قطر ۲٫۵ و به شکل توده های کروی شکوفا می شوند. گل ها ارزش زینتی ندارند. گلها تک‌جنس است، یعنی گلهای نر و ماده جدا از یکدیگر اما روی یک درخت می‌روید.
میوه عنبر سائل کروی به قطر ۲٫۵سانتیمتر، خاردار و سبزرنگ است. میوه‌ها در پائیز نمایان می‌شوند و پس از ریزش برگ‌ها بر درخت باقی می مانند و پس از رسیدن قهوه‌ای رنگ می شود. 

## تکثیر و نگه داری
این درخت را با قلمه زدن و کاشت بذر زیاد می کنند.
درخت عنبر سائل در برابر یخبندان و سرما مقاوم است و در مکانهای سایه _ آفتاب و خاک زهکشی‌شده به‌خوبی رشد می کند.
درخت عنبرسائل خاک های مرطوب و بدون آهک را ترجیح می دهد.

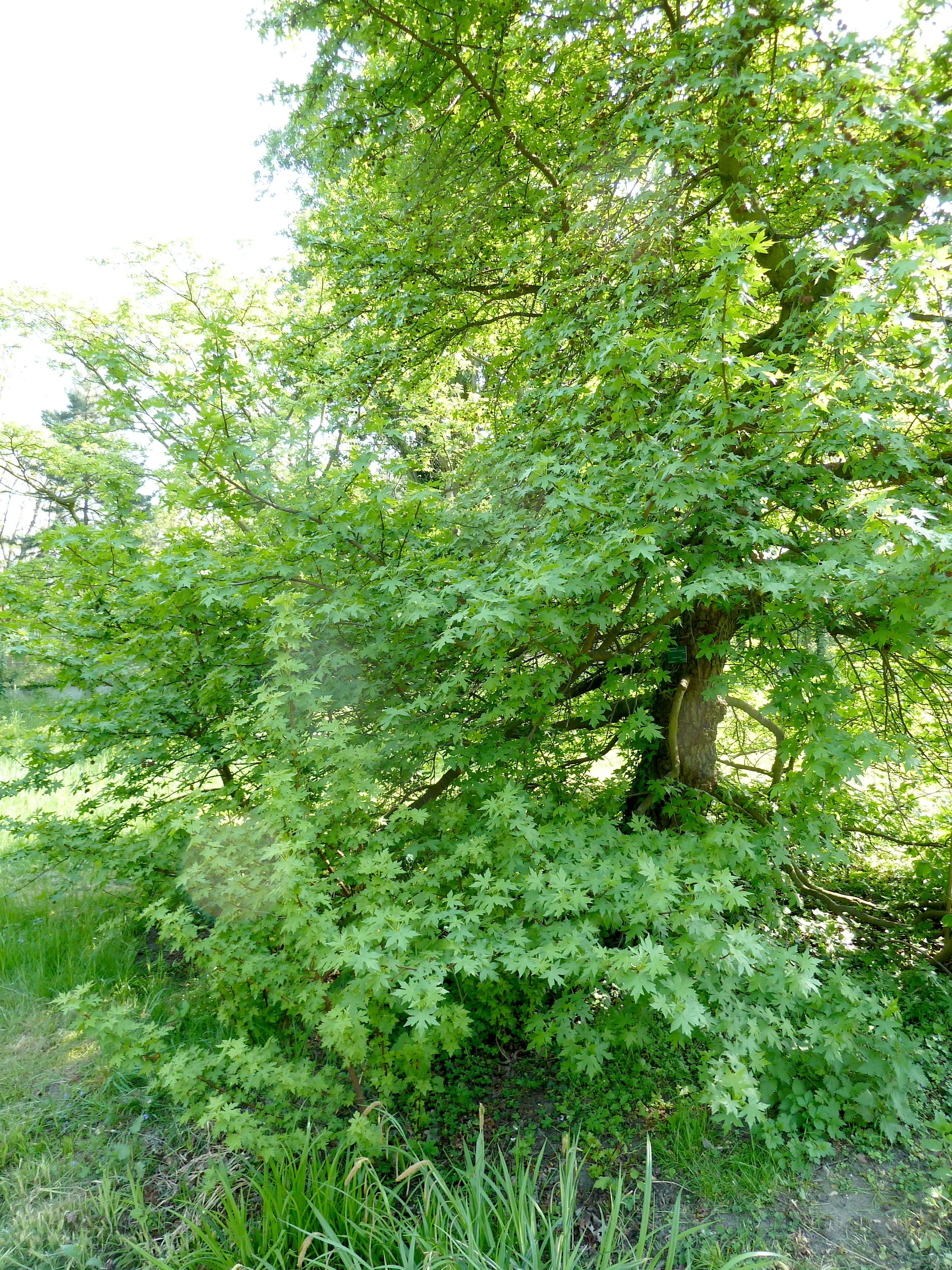
درخت عنبرسائل

## کاربردها
از پوست عنبر سائل صمغی خوشبو، نیمه‌مایع به‌رنگ زرد مایل به قهوه‌ای می‌گیرند که کاربرد دارویی دارد، از جمله برای از بین بردن التهاب سینه و ضدعفونی کردن به‌کار می‌رود. در صابون‌سازی و عطرسازی نیز از این صمغ استفاده می‌شود. 
چوب عنبر سائل محکم است و برای تهیه الوار و ساختن وسایل چوبی به کار می‌رود.
این درخت را در حواشی خیابان یا کنار آب به عنوان تک درخت تاکیدی، سدکننده‌ی دید یا بادشکن می کارند.

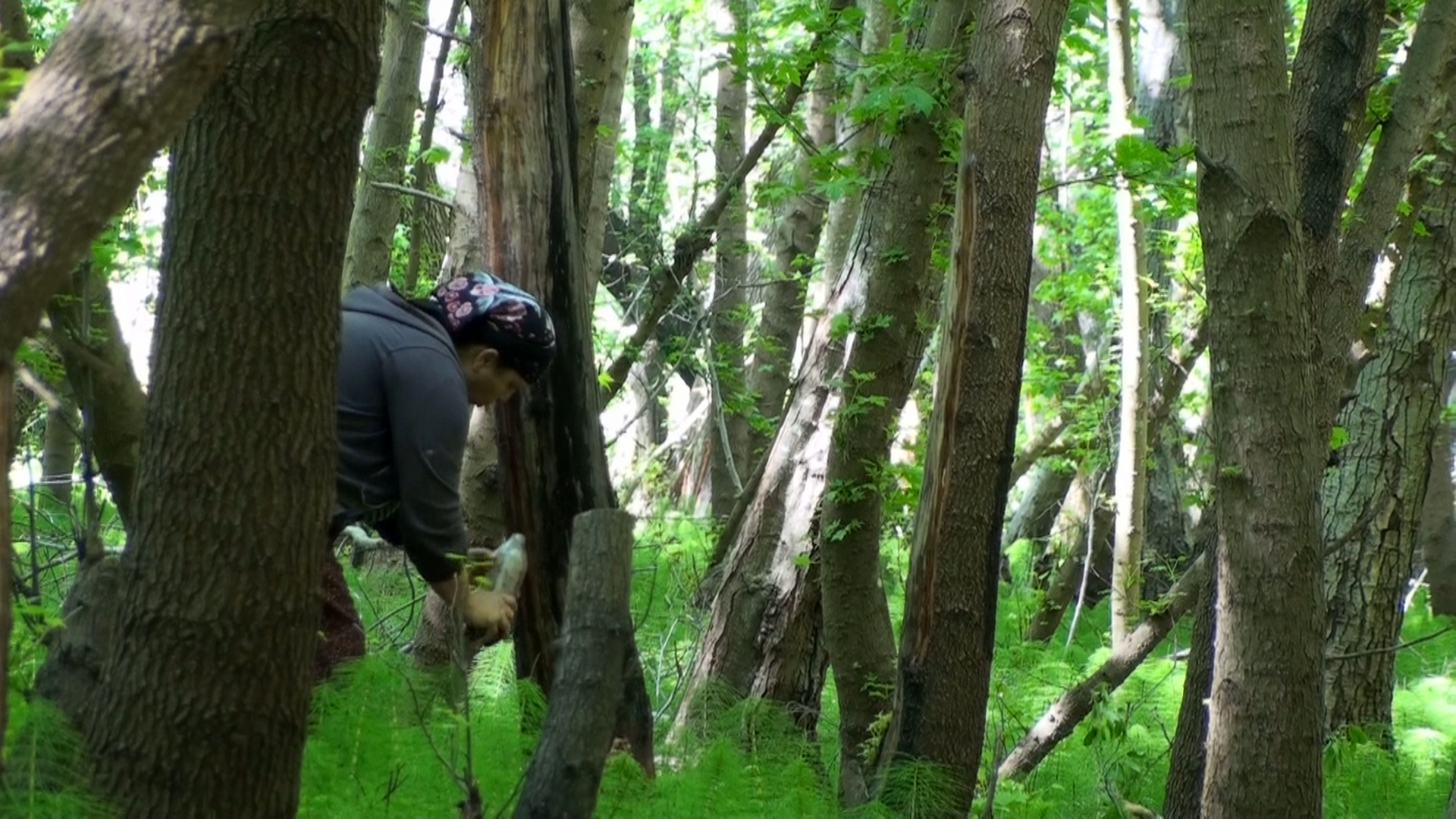
یک زن محلی در ترکیه در حال جمع‌آوری شیره‌ی عنبرسائل